# MagicHIT
MagicHIT ist ein Tiroler privater Hörfunksender. MagicHIT ging im 1. Quartal 2022 auf Sendung und bietet ein 24-Stunden Vollprogramm für die Zielgruppe von 14 bis 49 Jahren. Das Musikprogramm ist als CHR-Format gestaltet, wobei sich die Musik mit einer sehr engen Rotation an den aktuellen Hits aus den Musikrichtungen Rock, Pop, Dance, Rave, House, R&B, DJ-Mixes, Hip-Hop sowie Classic-Highlights-Reviews der 90er und 00er Jahre orientiert. Das Wortprogramm umfasst neben Weltnachrichten lokale Nachrichten, Servicemeldungen wie Wetter, Verkehr, Veranstaltungshinweise, Studiogespräche, Interviews sowie regelmäßige Sprechstunden mit Personen aus Kultur, Politik, Sport usw. Weltnachrichten werden zwischen 6.00 Uhr und 20.00 Uhr jeweils zur vollen Stunde ausgestrahlt. Ein besonderes Augenmerk wird auf die regionale Berichterstattung und Veranstaltungshinweise (Konzerten, Veranstaltungen, Partys, Events etc.) gelegt.
Der Sender befindet sich in der Eventlocation Magic Castle in Seefeld in Tirol.

## Empfang
Die wichtigsten UKW-Frequenzen
- Innsbruck, Innsbruck-Land: 104,30 MHz
- Oberland-Imst: 103,90 MHz
- Oberland-Inntal: 104,70 MHz
- Oberland-Landeck: 107,10 MHz